# Thực thi (điện toán)
Thực thi (tiếng Anh: execution) trong kỹ thuật máy tính và phần mềm là quá trình máy tính hoặc máy ảo thực hiện tập lệnh (instructions) của chương trình máy tính. Mỗi lệnh của một chương trình là một mô tả về một hành động cụ thể được thực hiện để giải quyết một vấn đề cụ thể; như tập lệnh của một chương trình và các hành động mà chúng mô tả đang được thực hiện bởi một máy thực thi, các hiệu ứng cụ thể được tạo ra theo ngữ nghĩa của tập lệnh được thực hiện.
Các chương trình cho máy tính có thể được thực thi bằng cách xử lý hàng loạt mà không có sự tương tác của con người hoặc người dùng có thể nhập lệnh trong phiên tương tác của trình thông dịch. Trong trường hợp này, các "lệnh" (command) chỉ đơn giản là các lệnh chương trình, có quá trình thực thi được nối với nhau.
Thuật ngữ chạy (run) được sử dụng gần như đồng nghĩa. Ý nghĩa liên quan của cả "chạy" và "thực thi" đề cập đến hành động cụ thể của người dùng bắt đầu - hoặc khởi chạy (launching) hoặc gọi (invoke) - một chương trình, như trong "Vui lòng chạy ứng dụng".